# Megaspira
Megaspira é um gênero de moluscos gastrópodes terrestres neotropicais da família Megaspiridae, proposto por Isaac Lea in Jay, em 1836, na obra A catalogue of recent shells with description of new or rare species in the collection of John C. Jay, e nativos do Brasil. Sua espécie mais conhecida, e também sua espécie-tipo, é Megaspira elatior, classificada por Johann Baptist von Spix, em 1827; cujo sinônimo é Megaspira ruschenbergiana I. Lea in Jay, 1836.

## Espécies, sinonímia e distribuição
São caracóis de conchas em forma de torre, com sua espiral alta e superfície com relevo estriado. Sua distribuição abrange a América do Sul, sendo endêmicas da região sudeste do Brasil. Contém as seguintes espécies descritas:
- Megaspira elata (Gould, 1847)
- Megaspira elatior (Spix, 1827) - sinônimo de Megaspira ruschenbergiana I. Lea in Jay, 1836
- Megaspira gracilis Pilsbry, 1904
- Megaspira iheringi Pilsbry, 1925
- Megaspira pilsbryi Rehder, 1945
- Megaspira robusta Pilsbry, 1904